# Joel Jorquera Romero
Joel Jorquera Romero (Castelldefels, 19 de agosto de 2000), más conocido como Joel Jorquera, es un futbolista español que juega en la posición de extremo en el Moreirense F. C. de la Primeira Liga.

## Trayectoria
Natural de Castelldefels, se formó en las categorías inferiores del C. F. Gavà y el C. E. Europa, formando parte del primer equipo de este último en la temporada 2019-20.
El 8 de agosto de 2020, siendo agente libre, firmó por el Cádiz C. F. "B". Esa campaña la jugó en la Segunda División B con el C. E. L'Hospitalet, llegando a disputar 27 encuentros.
El 11 de enero de 2023 fichó por el C. D. Eldense que militaba en la Primera Federación. Con este equipo jugó 61 partidos en dos años, en los que marcó cuatro goles y dio tres asistencias, y se marchó el 27 de enero de 2025 tras ser traspasado al Moreirense F. C.

## Clubes
| Club                        | País     | Año       |
| --------------------------- | -------- | --------- |
| C. E. Europa                | España   | 2019-2020 |
| Cádiz C. F. Mirandilla      | España   | 2020-2023 |
| C. E. L'Hospitalet (cesión) | España   | 2020-2021 |
| C. D. Eldense               | España   | 2023-2025 |
| Moreirense F. C.            | Portugal | 2025-     |